# Flecha Valona 2008
La Flecha Valona 2008 se disputó el miércoles 23 de abril, y supuso la edición número 72 de la carrera. El ganador fue el luxemburgués Kim Kirchen, quien cubrió los 199,5 km entre Charleroi y el muro de Huy en 4 horas, 35 minutos y 20 segundos. El australiano Cadel Evans y el italiano Damiano Cunego completaron el podio, siendo respectivamente segundo y tercero.

## Clasificación final
| Pos. | Ciclista              | Equipo            | Tiempo     |
| ---- | --------------------- | ----------------- | ---------- |
| 1.   | Kim Kirchen           | HTC-Highroad      | 4h 35' 29" |
| 2.   | Cadel Evans           | Silence-Lotto     | + 1"       |
| 3.   | Damiano Cunego        | Lampre            | + 2"       |
| 4.   | Robert Gesink         | Rabobank          | + 2"       |
| 5.   | Thomas Dekker         | Rabobank          | + 2"       |
| 6.   | Davide Rebellin       | Team Gerolsteiner | + 2"       |
| 7.   | Michael Albasini      | Liquigas          | + 8"       |
| 8.   | Joaquim Rodríguez     | Caisse d'Epargne  | + 10"      |
| 9.   | Christian Pfannberger | Team Barloworld   | + 15"      |
| 10.  | John Gadret           | Ag2r-La Mondiale  | + 20"      |